# Olof Erlandsson

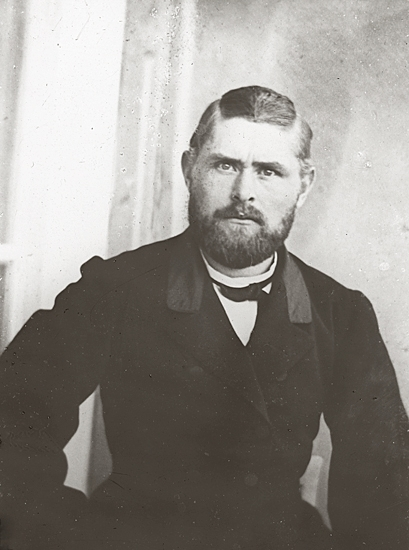
Olof Erlandsson.

Olof Bernhard Erlandsson, född den 15 mars 1845 i Lund, död den 28 maj 1916 i Skara, var en svensk skolman. Han var gift med Selma Maria Lundgren och fick tillsammans med henne sönerna Elis, Per och Nils.
Erlandsson var elev vid Fria konsternas akademi 1865–1868. Han blev teckningslärare vid högre allmänna läroverket i Skara 1868 och vid folkskollärarinneseminariet där samma år. Bland eleverna i Skara fanns konstnären Birger Sandzén, men även arkitektgenerationen bestående av Gustaf Sandberg, Torben Grut, Ivar Tengbom och Ernst Torulf. Han pensionerades 1910. Erlandsson blev riddare av Vasaorden 1906.